# クリス・ジョン
クリス・ジョン（Chris John、1979年9月14日 - ）は、インドネシアの元プロボクサー。元WBA世界フェザー級スーパー王者。本名はヨハネス・クリスチャン・ジョン（Yohannes Christian John）。バンジャルネガラ出身。右ボクサーファイター。元IBF世界スーパーフライ級王者エリー・ピカル、元IBF世界ミニマム級王者ニコ・トーマスに続くインドネシアでは3人目の世界王者。インドネシア初のWBA世界王者。
“The Dragon（ザ・ドラゴン）”、“The Indonesian Thin Man（細身のインドネシア人）”などの異名を持つ。元散打選手で、インドネシアでは少数派のクリスチャンに属する。トレーナーはインドネシアの敏腕トレーナーであるスタン・ランビンがデビューから2004年まで務め、2005年から引退までオーストラリアのクレイグ・クリスチャンがマネージャーを兼任する形でトレーナーを務めた。

## 来歴
1998年6月4日、プロデビュー。
1999年7月13日、インドネシアフェザー級王座獲得。その後1度の防衛に成功。
2000年5月5日、IBA（インドネシアボクシング協会）フェザー級王座獲得。
2001年11月9日、PABAフェザー級王座獲得。その後5度の防衛に成功。
2003年9月26日、オスカー・レオン（コロンビア）とWBA世界フェザー級暫定王座決定戦で対戦し、2-1の判定勝ちで暫定王座を獲得。同年11月1日に、正規王者デリック・ゲイナーがファン・マヌエル・マルケスとのWBA・IBF世界フェザー級王座統一戦に敗れ、マルケスがスーパー王座に認定されたため、ジョンが正規王者に認定された。この経緯で初戴冠となった。
2004年6月4日、有明コロシアムで佐藤修（協栄）と対戦し、3-0の判定勝ちで初防衛に成功した。
2004年12月3日、ホセ・ロハス（ベネズエラ）と対戦し、4回負傷判定引き分けで2度目の防衛に成功した。
2005年4月22日、元王者デリック・ゲイナー（アメリカ）と対戦し、3-0の判定勝ちで3度目の防衛に成功した。
2005年8月7日、オーストラリア・ペンリスでトミー・ブラウン（オーストラリア）と対戦し、10回TKO勝ちで4度目の防衛に成功した。
2006年3月4日、ジョンの地元インドネシアでファン・マヌエル・マルケス（メキシコ）と対戦し、ローブローで2度の減点を追い風に3-0（117-111、116-112、116-110）の判定勝ちで5度目の防衛に成功した。
2006年9月9日、レナン・アコスタ（パナマ）と対戦し、3-0の判定勝ちで6度目の防衛に成功した。
2007年3月3日、同級1位ホセ・ロハスと再戦し、3-0の判定勝ちで7度目の防衛に成功した。
2007年8月19日、神戸ファッションマートで同級6位武本在樹（千里馬神戸）と対戦し、9回終了TKO勝ち。8度目の防衛に成功した。
2008年1月26日、ロイネット・カバジェロ（パナマ）と対戦し、7回終了TKO勝ちで9度目の防衛に成功した。
2008年10月24日、後楽園ホールで同級4位榎洋之（角海老宝石）と指名試合を行い、3-0の大差判定勝ちで10度目の防衛に成功した。
2009年2月28日、アメリカ・テキサス州ヒューストンのトヨタセンターでロッキー・ファレス（アメリカ）と対戦し、試合を優勢に進めながらも、判定ドローで11度目の防衛に成功。6月27日に再戦予定であったが、自身の病気により試合が中止された。
2009年9月19日、アメリカ・ネバダ州ラスベガスのMGMグランド・ガーデンアリーナで同級1位ロッキー・ファレスと再戦。3-0の判定勝ちで12度目の防衛を果たした。
2010年12月5日、約1年3か月ぶりの試合として、地元インドネシアにおいて同級15位フェルナンド・デビッド・サウセド（アルゼンチン）を迎えて13度目の防衛戦を行い、12回判定勝ちを収めて13度目の防衛に成功した。
2011年4月17日、地元インドネシアで同級5位ダウド・ヨルダン（インドネシア）を相手に防衛戦を戦い、3-0の判定勝利を収めて14度目の王座防衛に成功した。
2011年11月30日、オーストラリア・パースで同級11位スタニスラフ・メルドフ（ウクライナ）と対戦し、3-0の判定勝ちで15度目の防衛に成功した。
2012年5月5日、シンガポールのマリーナベイ・サンズで同級14位木村章司（花形）と対戦。挑戦者に何もさせず3-0の判定勝ちで16度目の防衛を果たした。
2012年11月9日、マリーナベイ・サンズで同級7位チョンラターン・ピリヤピンヨー（タイ）と対戦し、3-0の大差判定勝ちで17度目の防衛に成功した。
2013年4月14日、インドネシア・ジャカルタで同級6位細野悟（大橋）と対戦し、3回負傷引き分けで18度目の防衛に成功した。
2013年12月6日、オーストラリア・パースのメトロシティにて、IBO世界フェザー級王者シンピウィ・ベトイェカと対戦し、ジョンの6回終了時棄権によりプロ初黒星を喫すると共にWBA王座の19度目の防衛に失敗しWBA王座から陥落、IBO王座の獲得にも失敗した。
2013年12月19日、ボクシングから完全に引退すると声明を発表した。

## 獲得タイトル
- インドネシアフェザー級王座
- IBA（インドネシアボクシング協会）フェザー級王座
- PABAフェザー級王座
- WBA世界フェザー級暫定王座（防衛0→正規王座認定）
- WBA世界フェザー級王座（防衛11→スーパー王座認定）
- WBA世界フェザー級スーパー王座（防衛7）